# Чирагуз
Чирагуз, также Чиракуз (азерб. Çiraquz) — село в Ходжавендском районе Азербайджана. Является центром Чирагузского сельского административно-территориального округа.

## География
Село Чирагуз является центром Чирагузского сельского административно-территориального округа Ходжавендского района, при этом в состав этого сельского административно-территориального округа входят также и сёла Хунерли и Мамеддере.

## История
В 1880-х годах четыре населённых пункта (орфография сохранена): «Гога», «Мамедазуръ (Мамеда-цоръ)», «Цакури (Закурлы)» и «Чиракузъ (Чракусъ)» относились к одному сельскому обществу Шушинского уезда Елизаветпольской губернии. В начале XX века село «Чиракузъ», наряду с другими населёнными пунктами (орфография сохранена: «Мамедазуръ», «Гога», «Домы», «Цакуры», «Сусалыхъ», «Акаку», «Атагутъ» и «Тугъ») был частью Тугского общества.
В советский период село являлось центром Чирагузского сельсовета Гадрутского района Нагорно-Карабахской автономной области (НКАО) Азербайджанской ССР.
2 сентября 1991 года на совместной сессии Нагорно-Карабахского областного и Шаумяновского районного Советов народных депутатов была принята Декларация о провозглашении Нагорно-Карабахской Республики (НКР) в границах Нагорно-Карабахской автономной области (НКАО) и сопредельного Шаумяновского района Азербайджанской ССР.
26 ноября 1991 года Верховный Совет Азербайджанский Республики принял Закон «Об упразднении Нагорно-Карабахской автономной области Азербайджанской Республики». В этом Законе было постановлено также и переименование Мартунинского района в Ходжаведский, упразднение Гадрутского района и присоединение территории Гадрутского района в состав Ходжавендского района. В настоящее время село Чирагуз является центром Чирагузского сельского административно-территориального округа  Ходжавендского района Азербайджана.
В ходе Карабахского конфликта село в начале 1990-х годов село попало под контроль непризнанной Нагорно-Карабахской Республики (НКР). Село согласно административно-территориальному делению непризнанной республики называлось Джракус (арм. Ջրակուս) и располагалось в Гадрутском районе НКР.
15 октября 2020 года, во время Второй Карабахской войны, Президент Азербайджана Ильхам Алиев объявил о восстановлении Азербайджаном контроля над селом.

## Население
Из материалов посемейных списков на 1886 год следует, что здесь насчитывалось 324 жителя (185 мужчин и 139 женщин; 42 дыма), большая часть из которых были армянами, а меньшая часть азербайджанцами (в источнике «татары»). Армян было 295 человек (168 мужчин и 127 женщин; 39 дымов), азербайджанцев — 29 человек  (17 мужчин и 12 женщин; 3 дыма). Согласно тем же материалам 295 жителей были последователями Армянской апостольской церкви, а 29 человек — мусульманами-шиитами.
По сведениям полиции за 1908 год общее число жителей Чиракуза было 522 человека (291 мужчина и 231 женщина; 65 дымов), все армяне.
По состоянию на 1 января 1933 года в селе проживало 722 человека (145 хозяйств), все  — армяне.

### Комментарии
1. ↑  В русскоязычных источниках периода Российской империи азербайджанцев называли в основном «татарами», «закавказскими татарами» или «адербайджанскими татарами».